# Златна копачка Премијер лиге Велса у фудбалу
Златна копачка Премијер лиге Велса је годишња фудбалска награда удружења која се додељује најбољем стрелцу у Премијер лиге Велса на крају сваке сезоне. Награда је створена 1993. године за прву сезону такмичења, које је првобитно названо Лига Велса, пре него што је 2002. преименована у Премијер лигу Велса. У 2019. години, лига је по други пут реорганизована и названа је Кимру Премијер. Стив Вудс из Ебв Валија био је први играч који је освојио прву Златну копачку након што је постигао 29 голова током прве сезоне.
Од тада, награда се додељује на крају сваке сезоне такмичења велшке Премијер лиге.  Закључно са јуном 2022. награду је освојило 15 фудбалера. Рис Грифитс је освојио Златну копачку више пута него било који други играч. Он је освојио награду у седам узастопних сезона између 2006. и 2012. године. Крис Венаблс је освојио награду пет пута, Грахам Еванс три, док Ејфион Вилијамс, Марк Лојд Вилијамс и Грег Дрејпер имају по две награде. Марк Лојд Вилијамс држи рекорд за највише постигнутих голова у једној сезони, постигавши 47 голова током 2001/02. Међу добитницима награде најмање голова је дао Грифитс, 19 у сезони 2011/12. Деклан Макманус је добио Златну копачку у сезони 2022/23. када је постигао 26 голова и освојио награду други пут заредом.

## Историја
Лига Велса је основана 1992. године и постала је највиши ниво професионалног играња фудбала у Велсу. Додела Златне копачке почела је упоредо са првом сезоном нове дивизије. Стив Вудс је освојио награду у инаугурационој сезони, постигавши 29 голова за Ебв Вали. Од 29 Валијевих постигнутих голова у сезони, шест голова је дао као део поставе у победи од 10:0 над Бритон Фери Атлетиком 6. јануара 1993. што је остала рекордна победа у лиги до 1998. Следеће сезоне, играч Портмадога Дејвид Тејлор освојио је награду након што је постигао 43 гола у 38 наступа. За свој резултат је проглашен за најбољег стрелца у Европи и добио је европску златну копачку, надмашивши свог најближег конкурента, Ендија Коула у енглеској Премијер лиги, за девет голова. Две године касније, Кен Макена из Конви јунајтеда постигао је два гола мање од награде за европску златну копачку након што је постигао 38 голова у једној сезони; изгубио је од Звијада Енделадзеа из Грузије.
Тонију Бирду је ускраћена европска Златна копачка у сезони 1996/97. након што је уведен нови систем бодовања заснован на рангирању УЕФА коефицијената у лиги. Играчи у лигама са вишим рангом добили су више бодова од оних у нижим лигама, што значи да је уместо Бирда награда припала Роналду, који је играо у шпанској Ла Лиги, упркос томе што је Бирд постигао осам голова више од Бразилца. Ејфион Вилијамс је освојио Златну копачку 1997. године јер је помогао ФК Бари Таун да освоји титулу првака без изгубљене утакмице. Следеће сезоне, постао је први играч који је освојио награду по други пут у узастопним годинама, упркос томе што је продат екипи Енглеске фудбалске лиге ФК Торки јунајтеду на два месеца до краја сезоне. Проценат голова по утакмици Ејфиона Вилијамса остаје највећи свих времена у такмичењу.
Марк Лојд Вилијамс поставио је рекорд лиге за највише голова постигнутих у једној сезони током сезоне 2001/02, постигавши 47 голова у 33 наступа. Његов број је био највећи у Европи; постигао је пет голова више од европског освајача Златне копачке Марија Жардела. Вилијамс је поновио свој ранији подвиг три године касније, са 34 постигнута гола током сезоне 2004/05. Године 2004. награду је освојио Енди Моран из Рила, али му је одузета титула и суспендован је из фудбала на седам и по месеци након што је био позитиван на тесту у којем је забележено коришћење стероида нандролон. Награда је накнадно додељена по броју датих голова другом стрелцу Грахаму Евансу из Кајрсуса, који је тиме постао први играч који је освојио награду три пута.
Рис Грифитс је освојио своју прву Златну копачку 2006. године играјући за ФК Порт Талбот Тауном. Придружио се Ланелију годину дана касније и освојио је награду у још шест узастопних сезона, поставши први играч који је освојио награду више од три пута, као и други играч после Вилијамса, који је постигао укупно 200 голова у велшкој Премијер лиги. Грифитс је током сезоне 2011/12 осовјио златну копачку и постао добитник награде са најмање датих голова, укупно 19. Године 2013. Мајкл Вајлд из ФК Њу Сејнтс је постао први играч поред Грифитса који је освојио награду од 2005. године. Годину дана касније, Крис Венаблс је постао први играч који не игра на позицији нападача а који је добио награду. Он је као везни играч постигао 24 гола у 30 наступа и освојио је награду у наредне две сезоне.
Године 2018. новозеландски интернационалац Грег Дрејпер постао је први играч који није Британац који је освојио Златну копачку, након што је постигао 22 гола током сезоне 2017/18. Следеће године је опет освојио награду са 27 голова упркос томе што је више времена провео као замена него у првој постави. Венаблс је освојио своју четврту награду златна копачка у сезони 2019/20, у којој је постигао 22 гола у 25 наступа током сезоне која је окончана након 26 мечева због пандемије. Следеће године је одбранио претходно освојену годишњу награду; дао је 24 гола у 31 наступу.  Деклан Макманус је постао четврти играч Њу Сејнтса који је освојио награду током сезоне 2021–22, у којој је постигао 24 гола.

## Списак добитника награде
| Утакмица | Број утакмица у Премијер лиги које је победник одиграо те сезоне             |
| %        | Однос голова и утакмица играча за сезону                                     |
| ‡        | Означава да је играч такође освојио и европску златну копачку у истој сезони |
| §        | Означава да је клуб играча био шампион Премијер лиге у истој сезони          |

| Сезона     | Играч              | Националност   | Клуб                      | Број Голова | Број утакмица | %    | Реф.          |
| ---------- | ------------------ | -------------- | ------------------------- | ----------- | ------------- | ---- | ------------- |
| 1992/93    | Стив Вудс          | Велшанин       | Еб Вејл                   | 29          | 28            | 1.03 | [ 20 ]        |
| 1993/94.   | Дејвид Тејлор ‡    | Велшанин       | Портмадог                 | 43          | 38            | 1.13 | [ 21 ]        |
| 1994/95.   | Френк Мотрам       | Велшанин       | Бенгор Сити §             | 31          | 36            | 0.86 | [ 22 ]        |
| 1995/96.   | Кен Мекена         | Енглез         | Конви јунајтед            | 38          | 35            | 1.08 | [ 23 ]        |
| 1996/97.   | Тони Бирд          | Велшанин       | Barry Town §              | 42          | 38            | 1.10 | [ 24 ]        |
| 1997/98.   | Ејфион Вилијамс    | Велшанин       | Бери Таун §               | 40          | 37            | 1.08 | [ 25 ]        |
| 1998/99.   | Ејфион Вилијамс    | Велшанин       | Бери Таун §               | 28          | 22            | 1.27 | [ 26 ]        |
| 1999/2000. | Крис Самерс        | Велшанин       | Кумбран Таун              | 28          | 30            | 0.93 | [ 27 ]        |
| 2000/01.   | Грахам Еванс       | Велшанин       | Кајрсус                   | 25          | 32            | 0.78 | [ 28 ]        |
| 2001/02.   | Марк Лојд Вилијамс | Велшанин       | Бенгор Сити               | 47          | 33            | 1.42 | [ 29 ]        |
| 2002/03.   | Грахам Еванс       | Велшанин       | Кајрсус                   | 24          | 34            | 0.70 | [ 30 ]        |
| 2003/04.   | Грахам Еванс       | Велшанин       | Кајрсус                   | 24          | 30            | 0.80 | [ 31 ] [ 32 ] |
| 2004/05.   | Марк Лојд Вилијамс | Велшанин       | Total Network Solutions § | 34          | 27            | 1.25 | [ 33 ]        |
| 2005/06.   | Рис Грифитс        | Велшанин       | Порт Талбот Таун          | 28          | 32            | 0.87 | [ 34 ]        |
| 2006/07.   | Рис Грифитс        | Велшанин       | Ланели                    | 30          | 32            | 0.93 | [ 35 ]        |
| 2007/08.   | Рис Грифитс        | Велшанин       | Ланели §                  | 40          | 31            | 1.29 | [ 36 ]        |
| 2008/09.   | Рис Грифитс        | Велшанин       | Ланели                    | 31          | 28            | 1.10 | [ 37 ]        |
| 2009/10.   | Рис Грифитс        | Велшанин       | Ланели                    | 30          | 33            | 0.90 | [ 38 ]        |
| 2010/11.   | Рис Грифитс        | Велшанин       | Ланели                    | 25          | 28            | 0.89 | [ 39 ]        |
| 2011/12.   | Рис Грифитс        | Велшанин       | Ланели                    | 19          | 25            | 0.76 | [ 40 ]        |
| 2012/13.   | Мајкл Вајлд        | Енглез         | Њу Сејнтс §               | 25          | 30            | 0.83 | [ 41 ] [ 42 ] |
| 2013/14.   | Крис Венаблс       | Велшанин       | Аберистуит Таун           | 24          | 30            | 0.80 | [ 43 ]        |
| 2014/15.   | Крис Венаблс       | Велшанин       | Аберистуит Таун           | 28          | 27            | 1.03 | [ 43 ]        |
| 2015/16.   | Крис Венаблс       | Велшанин       | Аберистуит Таун           | 20          | 30            | 0.66 | [ 4 ] [ 43 ]  |
| 2016/17.   | Џејсон Озвел       | Енглез         | Њутаун                    | 22          | 31            | 0.70 | [ 4 ] [ 44 ]  |
| 2017/18.   | Грег Дрејпер       | Новозеланђанин | Њу Сејнтс §               | 22          | 31            | 0.70 | [ 4 ] [ 45 ]  |
| 2018/19.   | Грег Дрејпер       | Новозеланђанин | Њу Сејнтс §               | 27          | 29            | 0.93 | [ 4 ] [ 45 ]  |
| 2019/20.   | Крис Венаблс       | Велшанин       | Бала Таун                 | 22          | 25            | 0.88 | [ 16 ]        |
| 2020/21.   | Крис Венаблс       | Велшанин       | Бала Таун                 | 24          | 31            | 0.77 | [ 16 ]        |
| 2021/22.   | Деклан Макманус    | Шкотланђанин   | Њу Сејнтс §               | 24          | 28            | 0.86 | [ 19 ]        |
| 2022/23.   | Деклан Макманус    | Шкотланђанин   | Њу Сејнтс §               | 26          | 23            | 1.13 | [ 46 ]        |

## Белешке
1. ↑  Ово не мора да одговара укупном броју утакмица у сезони.
2. ↑  Енди Моран из Рила је првобитно освојио награду након што је постигао 27 голова, али му је одузета титула након што је био позитиван на забрањену супстанцу нандролон.[11][31]